# بریل جانکشن (یوتا)
بریل جانکشن (به انگلیسی: Beryl Junction) یک منطقهٔ مسکونی در ایالات متحده آمریکا است که در شهرستان آیرون، یوتا واقع شده‌است. بریل جانکشن ۱۹۷ نفر جمعیت دارد و ۱٬۵۸۱٫۰۲ متر بالاتر از سطح دریا واقع شده‌است.